# NGC 5234
NGC 5234 is een lensvormig sterrenstelsel in het sterrenbeeld Centaur. Het hemelobject werd op 6 juli 1834 ontdekt door de Britse astronoom John Herschel.

## Synoniemen
- ESO 220-24
- PGC 48129